# Aoga-shima
Aoga-shima ou Ao-ga-shima (青ヶ島, Aogashima) est une île volcanique japonaise de la mer des Philippines, située à environ 358 kilomètres au sud de Tokyo et 64 kilomètres au sud de Hachijō-jima.
L'île dépend du village d'Aogashima de la sous-préfecture de Hachijō, préfecture de Tokyo. Ce village est le moins peuplé du Japon (156 habitants en 2024).
Cette île habitée est la plus méridionale et la plus isolée de l'archipel d'Izu. L'île est un cratère volcanique comprenant une caldeira et un autre cratère plus petit. Le volcan est actif, et sa dernière éruption date de 1785.

## Histoire
Aogashima, située dans l'océan Pacifique, est le théâtre d'une histoire complexe mêlant présence humaine et activité volcanique. Bien que l'histoire de l'établissement humain sur l'île reste incertaine, il est tout de même à noter que la majorité de ses habitants sont d'origine japonaise. Des archives de l'époque d'Edo, conservées à Hachijō-jima, mentionnent l'île, enregistrant une activité volcanique notable en 1652, ainsi que de 1670 à 1680. En juillet 1780, une période à fortes activités sismiques a précédé l'apparition de vapeur provenant des lacs dans la caldeira d'Ikenosawa (池之沢), suivi d'une éruption conséquente causée par des tremblements de terre en mai 1781. En avril 1783, des coulées de lave du cône volcanique Maruyama (丸山) ont forcé l'évacuation de tous les 63 foyers de l'île. Cependant, la tragédie la plus marquante survint lors de l'éruption massive de 1785, où environ 130 à 140 des 327 habitants de l'île périrent. Depuis lors, aucune activité volcanique significative n'a été enregistrée, laissant l'île dans une relative tranquillité.

## Géographie et géologie
Aogashima est une île volcanique complexe du Quaternaire de 3,5 km de longueur pour une largeur maximale de 2,5 km, formée par les restes superposés d'au moins quatre caldeiras sous-marines. L'île est entourée de falaises escarpées et accidentées constituées de dépôts volcaniques en couches. La côte sud s'élève également jusqu'à une crête abrupte formant l'un des bords d'une caldeira nommée Ikenosawa (池之沢) avec un diamètre de 1,5 km. La caldeira domine l'île, avec un point sur sa crête sud, Otonbu (大凸部), culminant à une hauteur de 423 mètres (1 388 pieds), constituant le point le plus élevé de l'île. La caldeira est occupée par un cône secondaire nommé Maruyama (丸山). Toujours considéré comme un volcan actif de classe C par l'Agence météorologique du Japon, la dernière éruption d'Aogashima a eu lieu pendant une période de quatre ans, de 1781 à 1785. Elle est située le long de l'arc Izu-Bonin-Mariana.

## Zone de nidification importante
L'île a été reconnue comme une zone importante pour la conservation des oiseaux (ZICO) par BirdLife International en raison de sa capacité à soutenir des populations de pigeons ramiers japonais, de locustelles de Pleske, de pouillots d'Ijima et de grives d'Izu.